# فهرست استانداران کرمان
این فهرست اسامی استانداران استان کرمان، (از سال تشکیل استان در سال ۱۳۱۶ تاکنون) می‌باشد. استان کرمان پهناورترین استان ایران با مرکزیت شهر کرمان است که در جنوب شرق ایران واقع شده‌است و پيش‌تر استان هشتم نام داشت.

## فهرست والیان ایالت کرمان
| نام                               | شروع             | پایان            | مدت | دوره |
| --------------------------------- | ---------------- | ---------------- | --- | ---- |
| امیراصلان خواجه نوری (نظام‌الدوله) | نامشخص           | نامشخص           |     |      |
| مهدی دادور (وثوق‌السلطنه)          | نامشخص           | نامشخص           |     |      |
| نظام‌الدین حکمت                    | ۳ اسفند ۱۳۰۴     | ۸ اردیبهشت ۱۳۰۵  |     |      |
| تقی خواجویی (مشیرمعظم)            | نامشخص           | نامشخص           |     |      |
| سلیمان خان میکده                  | نامشخص           | ۱۵ مرداد ۱۳۰۶    |     |      |
| محمود جم (مدیرالملک)              | ۱۴ شهریور ۱۳۰۶   | ۸ اسفند ۱۳۰۶     |     |      |
| رستم اسفندیاری (رفعت الدوله)      | ۸ اسفند ۱۳۰۶     | ۱۵ اردیبهشت ۱۳۰۷ |     |      |
| مهدی نصیر (حاج نصیرالسلطنه)       | ۱۵ اردیبهشت ۱۳۰۷ | نامشخص           |     |      |
| ابوالحسن پیرنیا                   | نامشخص           | نامشخص           |     |      |
| سید محمد تدین                     | نامشخص           | نامشخص           |     |      |
| رضا افشار                         | نامشخص           | نامشخص           |     |      |
| سید مصطفی کاظمی                   | ۱۳۱۱             | ۱۳۱۲             |     |      |
| نظام‌الدین حکمت (مشارالدوله)       | ۱۳۱۲             | ۱۳۱۳             |     |      |
| ابوالحسن پیرنیا (معاضدالسلطنه)    | ۱۳۱۴             |                  |     |      |
| امان‌الله اردلان (حاج عزالممالک)   | ۱۳۱۵             | شهریور ۱۳۱۶      |     |      |
| محمدابراهیم علم                   | شهریور ۱۳۱۶      | شهریور ۱۳۱۶      |     |      |

## فهرست استانداران کرمان
فهرست اسامی استانداران استان هشتم (تشکیل در ۱۳۱۶) و بعداً استان کرمان تاکنون:

### پهلوی
| نام                       | شروع           | پایان          | مدت | دوره                | منبع   |
| ------------------------- | -------------- | -------------- | --- | ------------------- | ------ |
| اسماعیل مرآت              | ۱۳۱۶           | ۱۳۱۷           |     |                     | [ ۳ ]  |
| علی سهیلی                 | ۱۳۱۷           | ۱۳۱۸           |     |                     | [ ۴ ]  |
| محمدمهدی شاهرخ            | ۱۳۱۸           | ۱۳۲۰           |     |                     | [ ۴ ]  |
| سید مهدی فرخ              | مهر ۱۳۲۰       | تیر ۱۳۲۱       |     |                     | [ ۵ ]  |
| احمد راد                  | ۱۳۲۱           | ۱۳۲۳           |     |                     | [ ۵ ]  |
| سرهنگ فضل‌الله بهرامی      | ۲۲ تیر ۱۳۲۳    | ۲۶ شهریور ۱۳۲۴ |     |                     | [ ۷ ]  |
| محمدمهدی شاهرخ            | ۲۶ شهریور ۱۳۲۴ | ۱۷ خرداد ۱۳۲۵  |     |                     | [ ۷ ]  |
| رضا حکمت                  | ۱۷ خرداد ۱۳۲۵  | ۱۳۲۶           |     |                     | [ ۷ ]  |
| سرتیپ غلامعلی قدر         | ۱۳۲۶           | ۱۳۲۶           |     |                     | [ ۷ ]  |
| ابراهیم زند               | ۱ مهر ۱۳۲۶     | ۱۱ بهمن ۱۳۲۷   |     |                     |        |
| محمدعلی وارسته            | ۱۶ مرداد ۱۳۲۸  | بهمن ۱۳۲۸      |     |                     |        |
| هرمز احمدی                | خرداد ۱۳۲۹     | ۱۳۳۰           |     |                     | [ ۹ ]  |
| عبدالحسین صدری            | ۲۷ اسفند ۱۳۳۰  | ۱۳۳۱           |     | محمد مصدق           | [ ۱۱ ] |
| سید مصطفی کاظمی           | دی ۱۳۳۲        | ۱۳۳۲           |     |                     | [ ۱۲ ] |
| احمد فریدونی              | تیر ۱۳۳۳       | آبان ۱۳۳۳      |     |                     | [ ۱۱ ] |
| جهانشاه صمصام             | آذر ۱۳۳۳       | ۱۳۳۶           |     |                     | [ ۱۳ ] |
| احمدعلی بنی‌آدم            | ۱۳۳۶           | ۱۳۳۷           |     |                     | [ ۱۴ ] |
| محمد دادور                | ۱۳۳۷           | ۱۳۳۸           |     |                     | [ ۱۴ ] |
| عبدالوهاب اقبال           | ۱۳۳۸           | ۱۳۴۰           |     |                     | [ ۱۴ ] |
| دکتر معینی                | ۱۳۴۰           | ۱۳۴۱           |     |                     | [ ۱۵ ] |
| احمدعلی بنی‌آدم            | ۱۳۴۱           | ۱۳۴۲           |     |                     | [ ۱۵ ] |
| سید جواد سعیدی فیروزآبادی | ۲۸ تیر ۱۳۴۳    | ۱ خرداد ۱۳۴۶   |     |                     | [ ۱۵ ] |
| هوشنگ عامری               | ۱ خرداد ۱۳۴۶   | ۴ دی ۱۳۴۷      |     |                     | [ ۱۵ ] |
| هوشنگ منتصری              | ۴ دی ۱۳۴۷      | ۱۳۴۸           |     |                     | [ ۱۹ ] |
| فتح‌الله معتمدی            | شهریور ۱۳۴۸    | آذر ۱۳۵۰       |     |                     | [ ۲۰ ] |
| مصطفی درخشش               | ۲۵ آذر ۱۳۵۰    | ۱۳۵۲           |     |                     | [ ۲۲ ] |
| عزت‌الله تیرانداز          | ۱۳۵۳           | ۱۳۵۳           |     |                     | [ ۲۳ ] |
| اسدالله نصر اصفهانی       | ۱۳۵۳           | ۱۳۵۴           |     |                     | [ ۲۳ ] |
| سید محمد طباطبایی         | ۱۳۵۴           | ۱۳۵۷           |     |                     | [ ۲۳ ] |
| محمدعلی احمدی             | ۳۰ مهر ۱۳۵۷    | بهمن ۱۳۵۷      |     |                     |        |
| محمد دهش                  | -              | -              | -   | با حکم شاپور بختیار | [ ۲۴ ] |

### جمهوری اسلامی
| ر. | نام                    | نگاره        | شروع           | پایان            | مدت    | دولت         | رئیس دولت | م.     |
| -- | ---------------------- | ------------ | -------------- | ---------------- | ------ | ------------ | --------- | ------ |
| ۲۹ | محمدعلی احمدی          |              | بهمن ۱۳۵۷      | ۵ اسفند ۱۳۵۷     |        |              |           | [ ۲۵ ] |
| ۳۰ | حمید بهرامی احمدی      |              | ۶ اسفند ۱۳۵۷   | ۳۰ آذر ۱۳۵۸      |        |              |           | [ ۲۵ ] |
| ۳۱ | غلامعباس زارع میرک‌آباد |              | ۱۰ دی ۱۳۵۸     | ۳۰ مهر ۱۳۵۹      |        |              |           | [ ۲۵ ] |
| –  | علی‌اصغر سامت سرپرست    |              | ۱۳۵۹           | ۱۳۵۹             |        |              |           | [ ۲۵ ] |
| ۳۲ | عبدالحسین ساوه کرمانی  |              | ۲۶ آبان ۱۳۵۹   | ۲۶ اسفند ۱۳۶۰    |        |              |           | [ ۲۵ ] |
| ۳۳ | حمید میرزاده           |              | ۲۶ اسفند ۱۳۶۰  | ۱۲ آبان ۱۳۶۴     |        | سوم          | موسوی     | [ ۲۶ ] |
| ۳۴ | سید حسین مرعشی         |              | ۱۲ آبان ۱۳۶۴   | بهمن ۱۳۷۲        |        | چهارم        | موسوی     | [ ۲۷ ] |
| ۳۴ | سید حسین مرعشی         | پنجم         | ۱۲ آبان ۱۳۶۴   | بهمن ۱۳۷۲        | هاشمی  |              |           |        |
| –  | مسعود محمودی سرپرست    |              | ۱ اسفند ۱۳۷۲   | ۱۹ تیر ۱۳۷۳      | هاشمی  |              | ششم       | [ ۲۸ ] |
| ۳۵ | مرتضی بانک             |              | ۱۹ تیر ۱۳۷۳    | ۱۶ شهریور ۱۳۷۶   | هاشمی  |              | ششم       | [ ۲۹ ] |
| ۳۶ | مسعود محمودی           |              | ۱۶ شهریور ۱۳۷۶ | ۲۵ مهر ۱۳۸۰      |        | هفتم         | خاتمی     | [ ۳۰ ] |
| ۳۷ | محمدعلی کریمی          |              | ۲۵ مهر ۱۳۸۰    | ۲۳ شهریور ۱۳۸۴   |        | هشتم         | خاتمی     | [ ۳۱ ] |
| ۳۸ | عبدالمحمد رئوفی‌نژاد    |              | ۲۳ شهریور ۱۳۸۴ | ۲۳ تیر ۱۳۸۷      |        | نهم          | احمدی‌نژاد | [ ۳۲ ] |
| ۳۹ | حبیب‌الله دهمرده        |              | ۲۳ تیر ۱۳۸۷    | ۲ تیر ۱۳۸۹       |        | نهم          | احمدی‌نژاد | [ ۳۳ ] |
| ۳۹ | حبیب‌الله دهمرده        | دهم          | ۲۳ تیر ۱۳۸۷    | ۲ تیر ۱۳۸۹       |        |              | احمدی‌نژاد |        |
| ۴۰ | اسماعیل نجار           |              | ۲ تیر ۱۳۸۹     | ۱۰ آذر ۱۳۹۲      |        | [ ۳۴ ]       | احمدی‌نژاد |        |
| ۴۱ | علیرضا رزم‌حسینی        |              | ۱۰ آذر ۱۳۹۲    | ۱۳۹۷             |        | یازدهم       | روحانی    | ‏       |
| ۴۱ | علیرضا رزم‌حسینی        | دوازدهم      | ۱۰ آذر ۱۳۹۲    | ۱۳۹۷             |        |              | روحانی    |        |
| –  | محمدجواد فدایی         |              | ۱۳۹۷           | ۲۳ آبان ۱۳۹۷     |        | [ ۳۶ ]       | روحانی    |        |
| ۴۲ | محمدجواد فدایی         | ۲۳ آبان ۱۳۹۷ | ۲۱ آبان ۱۳۹۹   |                  | [ ۳۷ ] |              | روحانی    |        |
| ۴۳ | علی زینی‌وند            |              | ۲۱ آبان ۱۳۹۹   | ۱۱ اردیبهشت ۱۴۰۱ |        | [ ۳۸ ]       | روحانی    |        |
| ۴۳ | علی زینی‌وند            | سیزدهم       | ۲۱ آبان ۱۳۹۹   | ۱۱ اردیبهشت ۱۴۰۱ | رئیسی  | [ ۳۹ ]       |           |        |
| ۴۴ | محمدمهدی فداکار        | سیزدهم       |                | ۱۱ اردیبهشت ۱۴۰۱ | رئیسی  | ۲۰ آبان‌ ۱۴۰۳ |           | [ ۴۰ ] |
| ۴۵ | محمدعلی طالبی          |              | ۲۰ آبان‌ ۱۴۰۳   | متصدی            |        | چهاردهم      | پزشکیان   | [ ۴۱ ] |